# ザ・マスタープラン
『ザ・マスタープラン』 (The Masterplan) は、オアシス初の裏ベスト・アルバムで、シングルのB面をファン投票とノエル・ギャラガーによって選曲された。
またファンクラブ用に限定販売された10インチレコードBOXがある。

## 収録曲
基本はノエル・ギャラガー作詞作曲だが7曲目はレノン=マッカートニー 、14曲目はニック・イングマン　ノエル・ギャラガー作詞作曲。
1. アクイース (Acquiesce)  
シングル「サム・マイト・セイ」収録。
Aメロをリアムが、サビをノエルがボーカルを担当する構成となっている。ギャラガー兄弟が共にリードボーカルをとった最初の曲である。ノエル曰く、当初はリアムが全てのパートを担当する予定だったが、レコーディングの直前になってリアムが喉の不調を訴えた（あるいは高音が出なかった）から、とのこと。冒頭とアウトロでは、ノエルが「モーニング・グローリー」を歌っている。ミュージック・ビデオが2種類存在し、ひとつは1997年12月14日にマンチェスターで行われたライブ映像を編集したもの、もうひとつはベスト盤『ストップ・ザ・クロックス』発売時に制作された、日本人のコピー・バンドが同曲を演奏するものである。曲名 Acquiesce の英語発音により忠実な日本語表記はアクイエスである。
2. アンダーニース・ザ・スカイ (Underneath the Sky)  
シングル「ドント・ルック・バック・イン・アンガー」収録。
3. トーク・トゥナイト (Talk Tonight) 
シングル「サム・マイト・セイ」収録。
ベスト盤『ストップ・ザ・クロックス』にも収録された、ノエルのアコースティック・ナンバー。
4. ゴーイング・ノーウェアー (Going Nowhere) 
シングル「スタンド・バイ・ミー」収録。
ノエルがボーカルをとるナンバー。
5. フェイド・アウェイ (Fade Away) 
シングル「シガレッツ・アンド・アルコール」および日本盤CD「ホワットエヴァー」収録。
6. ザ・スワンプ・ソング (The Swamp Song) 
シングル「ワンダーウォール」収録。
アルバム『モーニング・グローリー』の6曲目と11曲目のタイトル・ナンバーには、この一節が収録されている。
7. アイ・アム・ザ・ウォルラス（ライヴ） (I Am the Walrus〈live〉) 
シングル「シガレッツ・アンド・アルコール」および日本盤CD「ホワットエヴァー」収録。
シングル・バージョンより、アウトロが2分ほど早くフェイドアウトする。
8. リッスン・アップ (Listen Up)  
シングル「シガレッツ・アンド・アルコール」および日本盤CD「ホワットエヴァー」収録。
シングル・バージョンのものより、間奏のギター・ソロが20秒ほどカットされている。
9. ロッキンチェアー (Rockin' Chair)  
シングル「ロール・ウィズ・イット」収録。
10. ハーフ・ザ・ワールド・アウェイ (Half the World Away)  
シングル「ホワットエヴァー」収録。
ベスト盤『ストップ・ザ・クロックス』にも収録された、ノエルのアコースティック・ナンバー。
11. トゥ・ビー・フリー (〈It's Good〉To Be Free)
シングル「ホワットエヴァー」収録。
12. ステイ・ヤング (Stay Young)
シングル「ドゥ・ユー・ノウ・ワット・アイ・ミーン?」収録。
13. ヘッドシュリンカー (Headshrinker)
シングル「サム・マイト・セイ」収録。トニー・マッキャロルがドラムを担当した最後の曲。
14. ザ・マスタープラン (The Masterplan)
シングル「ワンダーウォール」収録。
ベスト盤『ストップ・ザ・クロックス』にも収録された、ノエルがボーカルをとるナンバー。ベスト盤発売に合わせて制作されたミュージック・ビデオでは、4人のメンバーが英画家ローレンス・スティーヴン・ラウリースタイルのアニメーションで登場する。

通常アナログ盤は2枚組で「アクイース」から「ゴーイング・ノーウェアー」までがA面、「フェイド・アウェイ」から「アイ・アム・ザ・ウォルラス」までがB面、「リッスン・アップ」から「ハーフ・ザ・ワールド・アウェイ」までがC面、「トゥ・ビー・フリー」から「ザ・マスタープラン 」までがD面である。　　　　　　　　　　　　　　　　　　　また10インチ盤ボックスは7枚組であり、一面に一曲、収録されている。

## チャートと認定
| チャート (1998年)                      | 最高位 |
| -------------------------------------- | ------ |
| オーストラリア (ARIA)                  | 36     |
| カナダ (Billboard)                     | 11     |
| オランダ (MegaCharts)                  | 55     |
| フィンランド (Suomen virallinen lista) | 32     |
| フランス (SNEP)                        | 20     |
| ドイツ (Offizielle Top 100)            | 55     |
| アイルランド (IRMA)                    | 3      |
| 日本 (オリコン)                        | 5      |
| ノルウェー (VG-lista)                  | 18     |
| スコットランド (OCC)                   | 2      |
| スウェーデン (Sverigetopplistan)       | 20     |
| スイス (Schweizer Hitparade)           | 40     |
| UK アルバムズ (OCC)                    | 2      |
| US Billboard 200                       | 51     |

| 国/地域                    | 認定        | 認定/売上数 |
| -------------------------- | ----------- | ----------- |
| カナダ (Music Canada)      | Gold        | 50,000^     |
| 日本 (RIAJ)                | Gold        | 100,000^    |
| イギリス (BPI)             | 3× Platinum | 900,000     |
| ^ 認定のみに基づく出荷枚数 |             |             |